# Copa Asiática 2027
La Copa Asiática 2027 será la XIX edición del torneo de selecciones nacionales absolutas más importante de la Confederación Asiática de Fútbol (AFC) y se llevará a cabo en Arabia Saudita.

## Elección del país anfitrión
El Comité de Competiciones de la AFC confirmó el 7 de enero de 2020 que cuatro países expresaron interés en ser sede de la Copa Asiática de la AFC 2027: India, Irán, Catar y Arabia Saudita. Uzbekistán abandonó la organización de la Copa Asiática 2027 debido a la falta de apoyo financiero.
El 17 de octubre de 2022 con la elección de Catar como sede de la Copa Asiática 2023, la AFC confirmó que seguirían en competencia las candidaturas de Arabia Saudita e India. Posteriormente, India declinó su aspiración por lo que Arabia Saudita será la única candidatura presente en el congreso de la AFC de febrero de 2023 en Baréin donde se anunciará la sede. El 1 de febrero de 2023, la AFC confirmó que Arabia Saudita ganó la candidatura y albergará el torneo por primera vez.

## Organización

### Sedes
Las siguientes son las ciudades anfitrionas y lugares seleccionados para la candidatura de Arabia Saudita: 
| Riad                           | Riad                               | Riad                       | Riad                         |
| ------------------------------ | ---------------------------------- | -------------------------- | ---------------------------- |
| Estadio Rey Fahd               | Estadio de la Universidad Rey Saúd | Príncipe Faisal bin Fahd   | Príncipe Mohammed bin Salman |
| Capacidad: 92 000 (Renovación) | Capacidad: 25 000                  | Capacidad: 44 500          | Capacidad: 40 000            |
|                                |                                    |                            |                              |
| Riad                           | Riad Al Kobhar Dammam Yeda         | Riad Al Kobhar Dammam Yeda | Al Kobhar                    |
| Riyadh Stadium                 | Riad Al Kobhar Dammam Yeda         | Riad Al Kobhar Dammam Yeda | Príncipe Saud bin Jalawi     |
| Capacidad: 40 000              | Riad Al Kobhar Dammam Yeda         | Riad Al Kobhar Dammam Yeda | Capacidad: 24 440            |
|                                | Riad Al Kobhar Dammam Yeda         | Riad Al Kobhar Dammam Yeda |                              |
| Yeda                           | Yeda                               | Dammam                     | Dammam                       |
| King Abdullah Sports City      | Príncipe Abdullah al-Faisal        | Estadio Dammam             | Príncipe Mohamed bin Fahd    |
| Capacidad: 65 000              | Capacidad: 27 000                  | Capacidad: 40 000          | Capacidad: 25 226            |
|                                |                                    |                            |                              |

## Clasificación

Equipos clasificados
Equipos cuyo proceso de clasificación aún está por determinar
Los equipos no lograron clasificarse
No es miembro de la AFC

En cursiva los países debutantes en la competición.
| Equipos participantes | Equipos participantes  | Equipos participantes | Equipos participantes |
| --------------------- | ---------------------- | --------------------- | --------------------- |
| Arabia Saudita        | Corea del Sur          | Jordania              |                       |
| Australia             | Emiratos Árabes Unidos | Kirguistán            |                       |
| Baréin                | Indonesia              | Kuwait                |                       |
| Catar                 | Irak                   | Omán                  |                       |
| China                 | Irán                   | Palestina             |                       |
| Corea del Norte       | Japón                  | Uzbekistán            |                       |